# Whatever it takes
Whatever it takes is het laatste studioalbum van Sad Café. De band kent dan al tijden geen vaste bezetting meer. Van het originele Sad Café zijn alleen nog Paul Young en Ian Wilson over. Zanger Young had het bovendien destijds druk met Mike and the Mechanics. Take me (heart and soul) verscheen als single. Zowel als single als elpee wisten de Britse hitparades niet te bereiken.

## Musici
- zang, toetsinstrumenten: Paul Young
- gitaar: Mike Heir, Bob Maksym
- basgitaar: Des Tong
- toetsinstrumenten: Steve Pigott, Ritchie Close, Jon Astley
- drums: Paul Burgess, Steve Gibson
- saxofoon: Lenni, Chris Davies
- achtergrondzang: Alistair Gordon, Tessa Niles

## Muziek
| Nr. | Titel                    | Duur |
| --- | ------------------------ | ---- |
| 1.  | Whatever it takes        | 4:09 |
| 2.  | This heart’s on fire     | 3:22 |
| 3.  | Stay with me tonight     | 4:17 |
| 4.  | Back to zero             | 3:50 |
| 5.  | So cold                  | 3:50 |
| 6.  | Take me (heart and soul) | 4:22 |
| 7.  | Don’t give up on love    | 4:13 |
| 8.  | Blood on the sand        | 3:43 |
| 9.  | Universe                 | 4:41 |
| 10. | I won’t leave            | 4:25 |